# Diego Laínez
Diego Laínez (eller Laynes), född 1512, död 19 januari 1565, var en spansk jesuit av judisk härstamning.
Laínez var studiekamrat till Ignatius av Loyola i Paris och medlem av den sammanslutning, ur vilken jesuitorden utvecklades. Han var ordens främste dogmatiker och efterträdde Ignatius av Loyola som ordensgeneral 1558.